# Kaspar Decurtins
Kaspar Decurtins (Trun, 23 novembre 1855 – Trun, 30 maggio 1916) è stato un sociologo, storiografo e politico svizzero.
Viene considerato uno dei pionieri del movimento sociale cattolico europeo.

## Biografia
Di fede cattolica, nel 1877 fu membro del Consiglio cantonale dei Grigioni, rimanendovi fino al 1881, quando fu eletto al Consiglio nazionale svizzero.
Fu uno dei fondatori del movimento cristiano - sociale in Svizzera e anche consigliere di papa Leone XIII per l'enciclica Rerum Novarum, pubblicata il 15 luglio 1891, con la quale la Chiesa prendeva posizione in campo sociale e fondava la moderna dottrina sociale cristiana. Il suo nome è legato alla legislazione sociale del lavoro, attuata in Svizzera nel 1888 - 1889, che promuoveva la tutela di artigiani e contadini, promuovendo al contempo l'avvio di una legislazione sociale internazionale, per la quale organizzò nel 1897 il congresso di Zurigo. Assunse un ruolo importante dal punto di vista storico con scritti contro il modernismo.
Nel 1905, scaduto il suo mandato come parlamentare, Decurtins contribuì a fondare, insieme con Georges Python, l'università di Friburgo, dove anche insegnò fino al 1914, quando, allo scoppio della prima guerra mondiale, ritornò nella sua cittadina natale, morendovi due anni dopo.
È autore della Crestomazia Romancia, monumentale raccolta in 13 volumi della letteratura romancia.